# Lista wagonów pasażerskich eksploatowanych w Polsce
Lista wagonów pasażerskich eksploatowanych w Polsce w ruchu planowym przez polskich przewoźników. Lista nie obejmuje modernizacji, w ramach których nie nadano nowego oznaczenia typu.
Przewoźnikiem, który eksploatuje najwięcej wagonów osobowych w Polsce jest PKP Intercity. W listopadzie 2017 spółka posiadała około 1300 sprawnych wagonów. Kolejnym przewoźnikiem eksploatującym wagony osobowe są Przewozy Regionalne, które pod koniec 2012 roku miały na stanie 415 wagonów. Wagony osobowe są również eksploatowane przez Koleje Mazowieckie, które posiadają 59 wagonów piętrowych.

## Wagony eksploatowane obecnie
| Typ                   | Rodzaj                                                      | Liczba miejsc  | Prędkość maksymalna | Producent                                                                 | Lata produkcji | Całkowita liczba wprowadzonych do eksploatacji w Polsce | Zdjęcie |                      |
| --------------------- | ----------------------------------------------------------- | -------------- | ------------------- | ------------------------------------------------------------------------- | -------------- | ------------------------------------------------------- | ------- | -------------------- |
| 111A                  | przedziałowy, 2 klasy                                       | 10×8           | 140/160 km/h        | Pafawag H. Cegielski                                                      | 1969-?         | 2825                                                    |         | [ 4 ] [ 5 ]          |
| 112A                  | przedziałowy, 1 klasy                                       | 9×6            | 140/160 km/h        | H. Cegielski                                                              | 1967-?         | 1182                                                    |         | [ 4 ]                |
| 113A (113Aa, 113Alux) | barowy                                                      | 32             | 160 km/h            | H. Cegielski                                                              | 1972-?         | 231                                                     |         | [ 4 ]                |
| 120A                  | 2 klasy                                                     | 24+40+24       | 140 km/h            | Pafawag                                                                   | 1973-?         | 718                                                     |         | [ 6 ] [ 4 ]          |
| 134Ab                 | kuszetka                                                    | 10×6           | 160 km/h            | H. Cegielski                                                              | 1991-1992      | 12                                                      |         | [ 7 ]                |
| 136A                  | przedziałowy 2 klasy                                        | 11×6           | 160 km/h            | H. Cegielski                                                              | 1991-1994      | 44                                                      |         | [ 8 ]                |
| 139A                  | przedziałowy 1 klasy                                        | 9×6            | 160 km/h            | H. Cegielski                                                              | 1991-1993      | 17                                                      |         | [ 9 ]                |
| 140A                  | przedziałowy 1 klasy                                        | 9×6            | 160 km/h            | H. Cegielski                                                              | 1991-?         | 60                                                      |         | [ 4 ]                |
| 141A                  | przedziałowy, 2 klasy                                       | 10×8           | 160 km/h            | H. Cegielski                                                              | 1990-?         | 200                                                     |         | [ 4 ]                |
| 144A                  | przedziałowy, 2 klasy                                       | 11×6           | 160 km/h            | H. Cegielski                                                              | 1994-1995      | 23                                                      |         | [ 10 ]               |
| 144Aa                 | przedziałowy, 2 klasy z miejscami dla niepełnosprawnych     | 9×6+1×5        | 160 km/h            | H. Cegielski                                                              | 1995           | 2                                                       |         | [ 10 ]               |
| 145A                  | przedziałowy, 1 klasy                                       | 9×6            | 160 km/h            | H. Cegielski                                                              | 1994           | 8                                                       |         | [ 11 ]               |
| 145Ab                 | przedziałowy, 1 klasy i klasy biznes                        | 6×6+3×4        | 160 km/h            | H. Cegielski                                                              | 1996           | 10                                                      |         | [ 12 ]               |
| 145Ac                 | przedziałowy, klasy biznes                                  | 9×4            | 200 km/h            | H. Cegielski                                                              | 2000           | 2                                                       |         | [ 12 ]               |
| 152A                  | bezprzedziałowy, 1 klasy                                    | 54             | 200 km/h            | H. Cegielski                                                              | 1997-2003      | 24                                                      |         | [ 13 ]               |
| 154A                  | bezprzedziałowy, 2 klasy                                    | 80             | 200 km/h            | H. Cegielski                                                              | 1998-2002      | 40                                                      |         | [ 14 ]               |
| 155A                  | przedziałowy, 2 klasy z przedziałem barowym                 | 18+8 18+2 18+6 | 160 km/h            | Pesa (przebudowa) Newag (przebudowa) ZNTK „Mińsk Mazowiecki” (przebudowa) | 2007 2008 2009 | 1                                                       |         | [ 15 ]               |
| 156A                  | przedziałowy, 1 klasy i klasy business                      | 6×6+3×4        | 200 km/h            | H. Cegielski                                                              | 2011-?         | 7                                                       |         | [ 16 ] [ 17 ] [ 18 ] |
| 156A (pierw. 166A)    | przedziałowy, 1 klasy                                       | 9×6            | 200 km/h            | H. Cegielski                                                              | 2013           | 4                                                       |         | [ 19 ]               |
| 156A (pierw. 167A)    | przedziałowy, 2 klasy z miejscami dla niepełnosprawnych     | 9×6 + (2+2)    | 200 km/h            | H. Cegielski                                                              | 2014           | 8                                                       |         | [ 19 ]               |
| 157A                  | przedziałowy, 2 klasy z miejscami dla niepełnosprawnych     | 8×6 + (2+2)    | 200 km/h            | H. Cegielski                                                              |                | 2                                                       |         | [ 20 ] [ 21 ] [ 22 ] |
| 158A                  | bezprzedziałowy, 1 klasy                                    | 54             | 200 km/h            | H. Cegielski                                                              | 2009-?         | 7                                                       |         | [ 16 ] [ 18 ]        |
| 158A (pierw. 164A)    | bezprzedziałowy, 1 klasy                                    | 54             | 200 km/h            | H. Cegielski                                                              |                | 4                                                       |         | [ 23 ]               |
| 159A                  | bezprzedziałowy, 2 klasy                                    | 72             | 200 km/h            | H. Cegielski                                                              | 2010-?         | 16                                                      |         | [ 16 ] [ 18 ]        |
| 159A (pierw. 165A)    | bezprzedziałowy, 2 klasy, z wieszakami na rowery            | 72             | 200 km/h            | H. Cegielski                                                              | 2014-2015      | 9                                                       |         | [ 23 ]               |
| 161A                  | bezprzedziałowy, 2 klasy, z miejscami na rowery             | 50             | 160 km/h            | Pesa (przebudowa)                                                         | 2010-?         | 5                                                       |         | [ 24 ] [ 25 ] [ 26 ] |
| 162A                  | bezprzedziałowy, 2 klasy                                    | 78             | 160 km/h            | Pesa (przebudowa)                                                         | 2010-?         | 6                                                       |         | [ 24 ] [ 25 ] [ 26 ] |
| 163A                  | bezprzedziałowy, 1 i 2 klasy                                | 15+54          | 160 km/h            | Pesa (przebudowa)                                                         | 2010-?         | 5                                                       |         | [ 24 ] [ 25 ] [ 26 ] |
| 168A                  | bezprzedziałowy, 2 klasy, z miejscami dla niepełnosprawnych | 56             | 160 km/h            | Newag (przebudowa)                                                        | 2013           | 10                                                      |         | [ 27 ] [ 28 ]        |
| 168A                  | bezprzedziałowy, 2 klasy, z miejscami na rowery             |                | 160 km/h            | Newag (przebudowa)                                                        | 2017           | 16                                                      |         | [ 29 ]               |
| 170A                  | przedziałowy, 2 klasy                                       | 11×6           | 160 km/h            | Pesa (przebudowa)                                                         | 2014-2015      | 35                                                      |         | [ 30 ] [ 31 ]        |
| 171A                  | przedziałowy, 2 klasy                                       | 11×6           | 160 km/h            | Pesa (przebudowa)                                                         | 2014           | 8                                                       |         | [ 32 ] [ 31 ]        |
| 140A (pierw. 173A)    | kuszetka                                                    |                | 160 km/h            | Pesa (przebudowa)                                                         | 2015           | 10                                                      |         | [ 31 ]               |
| 174A                  | przedziałowy, 2 klasy                                       | 11×6           |                     | H. Cegielski                                                              | 2018-2019      | 90                                                      |         | [ 33 ]               |
| 305Ad                 | sypialny                                                    | 28             | 200 km/h            | H. Cegielski                                                              | 2004           | 10                                                      |         | [ 34 ] [ 35 ]        |
| 306Ab                 | sypialny                                                    | 28             | 160 km/h            | Pesa (przebudowa)                                                         | 2003           | 4                                                       |         | [ 24 ]               |
| 308A                  | sypialny                                                    | 42             | 160 km/h            | Pesa (przebudowa)                                                         | 2015–2016      | 10                                                      |         | [ 36 ] [ 31 ] [ 37 ] |
| 406A (dawniej Z1A-WR) | restauracyjny                                               | 36             | 200 km/h            | Pesa (przebudowa)                                                         | 2005-2012      | 4                                                       |         | [ 38 ]               |
| 407A                  | restauracyjny                                               | 36             | 200 km/h            | H. Cegielski                                                              |                | 2                                                       |         | [ 39 ] [ 21 ] [ 22 ] |
| 507A                  | konferencyjny                                               | ?              | 200 km/h            | Tabor Szynowy (przebudowa)                                                | 2006           | 1                                                       |         | [ 24 ]               |
| 508A                  | konferencyjny                                               | 28             | 200 km/h            | Tabor Szynowy (przebudowa)                                                | 2007           | 1                                                       |         | [ 24 ]               |
| 612A                  | bagażowo-osobowy, 2 klasy                                   |                |                     | H. Cegielski                                                              |                |                                                         |         | [ 40 ]               |
| Z1A                   | przedziałowy, 1 klasy                                       | 9×6            | 200 km/h            | ABB Henschel                                                              | 1996           | 15                                                      |         | [ 41 ]               |
| Z1B                   | przedziałowy, 2 klasy                                       | 11×6           | 200 km/h            | ABB Henschel                                                              | 1996-1997      | 35                                                      |         | [ 42 ]               |
| Bautzen 84            | przedziałowy, 2 klasy                                       | 10×8           | 160 km/h            | Waggonbau Bautzen                                                         | 1984           | 100                                                     |         | [ 43 ] [ 4 ]         |
| Bautzen 86            | sypialny                                                    | 30             | 160 km/h            | Waggonbau Bautzen                                                         | 1986           | 50                                                      |         | [ 44 ] [ 4 ]         |
| Bautzen 89            | restauracyjny                                               | 42             | 160 km/h            | Waggonbau Bautzen                                                         | 1989           | 17                                                      |         | [ 45 ]               |
| Bautzen 91 Z2A        | przedziałowy 1 klasy                                        | 9×6            | 160 km/h            | Waggonbau Bautzen                                                         | 1991           | 30                                                      |         | [ 46 ]               |
| Bautzen 91 Z2B        | przedziałowy 2 klasy                                        | 11×6           | 160 km/h            | Waggonbau Bautzen                                                         | 1991           | 40                                                      |         | [ 47 ]               |
| Bhp                   | piętrowy, bezprzedziałowy, 2 klasy                          | 80-114         | 120 km/h            | Waggonbau Görlitz                                                         | 1959-1977      | 1949                                                    |         | [ 48 ]               |
| Bmnopux               | piętrowy, bezprzedziałowy, 2 klasy                          | 132            | 120 km/h            | Waggonbau Görlitz                                                         | 1988-1989      | 160                                                     |         | [ 48 ]               |
| Görlitz 77            | sypialny                                                    |                | 160 km/h            | Waggonbau Görlitz                                                         | 1977           | 50                                                      |         | [ 44 ] [ 49 ]        |
| Görlitz 78            | przedziałowy, 2 klasy                                       | 10×8           | 160 km/h            | Waggonbau Görlitz                                                         | 1978           | 50                                                      |         | [ 43 ] [ 4 ]         |
| Görlitz 79            | sypialny                                                    |                | 160 km/h            | Waggonbau Görlitz                                                         | 1979           | 80                                                      |         | [ 44 ] [ 49 ]        |
| Görlitz 81            | sypialny                                                    |                | 160 km/h            | Waggonbau Görlitz                                                         | 1981           | 100                                                     |         | [ 44 ] [ 49 ]        |
| Görlitz 90            | przedziałowy 2 klasy                                        | 11×8           | 160 km/h            | Waggonbau Görlitz                                                         | 1990           | 70                                                      |         | [ 50 ]               |
| Twindexx              | piętrowy, bezprzedziałowy, 2 klasy                          | 130+3          | 160 km/h            | Bombardier                                                                | 2008           | 26                                                      |         | [ 51 ] [ 52 ] [ 53 ] |
| Twindexx              | sterowniczy piętrowy, bezprzedziałowy, 1 i 2 klasy          | 63+25          | 160 km/h            | Bombardier                                                                | 2008           | 11                                                      |         | [ 54 ] [ 52 ] [ 53 ] |
| 316B                  | sterowniczy piętrowy, bezprzedziałowy, 2 klasy              | 85             | 160 km/h            | Pesa                                                                      | 2014–2015      | 2                                                       |         | [ 55 ] [ 56 ] [ 57 ] |
| 416B                  | piętrowy, bezprzedziałowy, 2 klasy                          | 125            | 160 km/h            | Pesa                                                                      | 2014–2015      | 20                                                      |         | [ 55 ] [ 56 ] [ 57 ] |

(Niektóre wagony są wykazane dwukrotnie, jeżeli w wyniku ich przebudowy powstał nowy typ.)